# Dai diamanti non nasce niente
Dai diamanti non nasce niente è il quinto album del gruppo calabrese dei QuartAumentata uscito nel 2009.
L'album è una raccolta di dieci canzoni di Fabrizio De André tradotte in dialetto calabrese. L'arrangiamento musicale è stato curato dal bassista del gruppo Giuseppe Platani, in collaborazione col cantante Paolo Sofia. Quest'ultimo ha elaborato la traduzione dei testi in dialetto calabrese.

## Formazione
- Paolo Sofia - voce
- Salvatore Gullace - chitarra, mandolino, nashtakar
- Giuseppe Platani - basso
- Massimo Cusato - percussioni, batteria

### Altri musicisti
- Antonio Orlando fisarmonica
- Antonino Labate voce e cori
- Roberta Papa voce e cori

### Produzione Album
- Arrangiamenti: Giuseppe Platani, Paolo Sofia
- Armonizzazione e temi originali: Giuseppe Platani
- Ritmiche: QuartAumentata
- Riprese ed editing: Paolo Sofia
- Registrato presso: Associazione QuartAumentata
- Mixaggio: Fortunato Serranò presso PFL Recording Studio (RC)
- Mastering: Alessandro Luvarà presso Span Audio Studio in Molochio (RC)
- Progetto grafico: Progetto 5 presso

## Tracce
1. Dolcenera (testo: De Andrè – musica: Fossati-Sofia)
2. Jamin-à (testo: De Andrè – musica: Pagani-Sofia)
3. A palumba (testo: De Andrè – musica: Fossati-Sofia)
4. Mulattera i mari (testo: De Andrè – musica: Pagani-Sofia)
5. Faida (testo: De Andrè – musica: Fossati-Sofia)
6. Don Raffaè (testo: De Andrè – musica: Pagani-Bubola-Sofia)
7. Hotel Supramonti (testo: De Andrè – musica: Bubola-Sofia)
8. Nu giudici (testo: De Andrè – musica: Piovani-Bentivoglio-Sofia)
9. Vota a carta (testo: De Andrè – musica: Bubola-Sofia)
10. Giugnu '73 (testo: De Andrè – musica: Sofia)